# Anua prunicolor
Anua prunicolor là một loài bướm đêm trong họ Erebidae.